# Something I Need
"Something I Need" é uma canção gravada pela banda norte-americana OneRepublic para seu terceiro álbum de estúdio Native. Foi lançada como quarto single do álbum em 25 de agosto de 2013. A faixa foi escrita e produzida por Ryan Tedder e Benny Blanco.

## Precedentes
A banda confirmou a notícia de que a canção seria o quarto single do álbum em sua conta no Twitter, após a canção obter destaque nas rádios e iTunes australianos. Something I Need esta prevista para estrear nas rádios americanas em meados de setembro de 2013. A canção vem após a banda encerrar os trabalhos de divulgação do terceiro e anterior single "Counting Stars", lançado em junho, e que por sua vez obteve grande sucesso internacional. O videoclipe foi filmado no início de setembro e foi dirigido por Cameron Duddy e estreou no VEVO no dia 7 de outubro de 2013.

## Paradas musicais
| Parada (2013)                      | Melhor Posição |
| ---------------------------------- | -------------- |
| Alemanha - (Media Control)         | 74             |
| Austrália - (ARIA Charts)          | 6              |
| Áustria - (Austrian Singles Chart) | 6              |
| Eslováquia (Slovak Airplay Chart)  | 63             |
| Polónia - (Poland Singles Charts)  | 3              |
| Nova Zelândia - (RIANZ Charts)     | 4              |
| Suíça - (Swiss Music Charts)       | 21             |

| País          | Associação | Certificação | Vendas   |
| ------------- | ---------- | ------------ | -------- |
| Austrália     | ARIA       | 3× Platina   | 210.000+ |
| Nova Zelândia | RIANZ      | Platina      | 15.000+  |